# Лесаускис, Пранас
Пранас Лесаускис (лит. Pranas Lesauskis; 17 ноября 1900, Жеберяй, Ретавское самоуправление — 27 ноября 1942, Унжлаг, Горьковская область) — литовский военный деятель, специалист по управлению и математик. В 1931 году он защитил диссертацию в Королевском университете Рима, став доктором философии в области математических наук.

## Биография
Пранас Лесаускис родился 17 ноября 1900 года в Жеберяе (Твярайская волость Тельшевского уезда). В 1920 году он добровольцем вступил в Литовские вооруженные силы. В 1921 году Лесаускис окончил Каунасское военное училище, в 1927 году — Литовский университет, а в 1927—1930 годах учился в Туринской высшей школе артиллерийской техники. В 1931 году он защитил диссертацию на степень доктора философии в Королевском университете Рима. Его работа по теории отведения снарядов получила 105 баллов из 110 возможных, и, согласно его диссертации, эта теория с того же года преподавалась в Туринской высшей школе артиллерийских технологий. Получая высшее артиллерийское образование в Италии, он находил время и для изучения наряду с военными и общих наук, уделяя внимание разделам математики, наиболее востребованным в военном деле. Кроме того, Лесаускис изучал различные иностранные языки, научившись писать и говорить на итальянском, английском, французском, немецком, русском и других языках (всего он их знал 30).
Лесаускис активно занимался научной деятельностью в области баллистики, математики, управления и военной педагогики. Он является автором трёх книг и трёх статей по баллистике. Его публикации появлялись во итальянских и французских журналах. За свою научную деятельность Лесаускис был награждён рядом литовских, шведских и финских государственных наград.

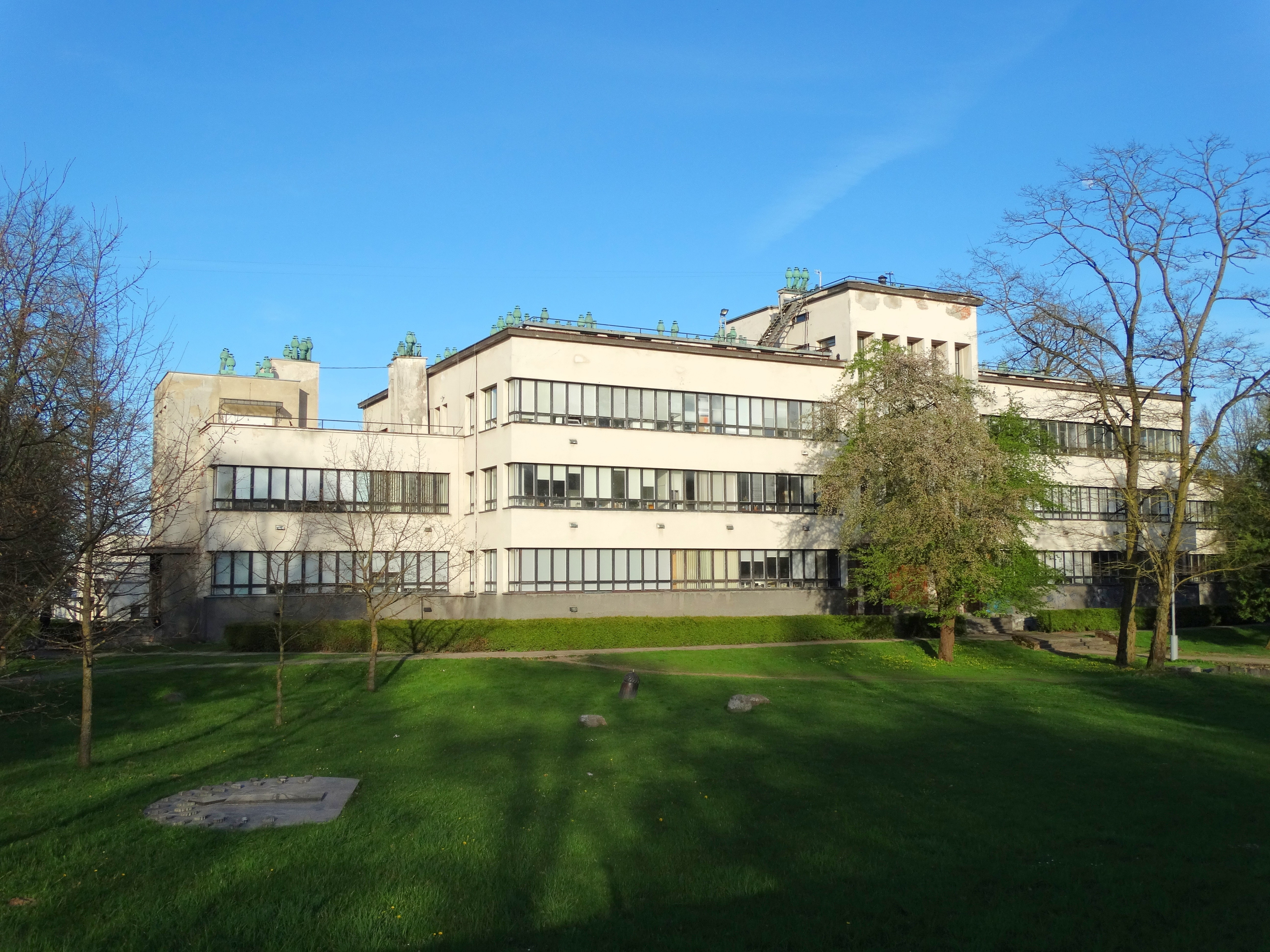
Лаборатория, строительство которой занимался Лесаускис

В 1936—1940 годах Лесаускис занимал должность начальника Управления вооружений Министерства национальной обороны Литвы. В этом качестве он занимался перевооружением артиллерийских частей, строительством современной исследовательской лаборатории Управления вооружений Министерства национальной обороны Литвы и Линкайчяйской мастерской. Кроме того, Лесаускис принимал активное участие в общественной жизни. Так он был избран членом Комиссии по строительству здания Клуба офицеров Каунасского гарнизона, Коллегии Военного музея и редколлегии журнала Mūsų žinynas. Лесаускис также был членом Литовского общества естествоиспытателей и экономистов, председателем Общества управления в области науки, участвовал в деятельности Клуба интеллектуалов Новая Ромува, где неоднократно читал доклады и публиковал статьи по управлению в журнале Naujoji Romuva.
После советской оккупации Литвы в 1940 году и последовавшему за ней упразднению Литовских вооружённых сил и их институтов в том же году, Лесаускис стал читать лекции в Университете Витовта Великого. В стремлении сохранить исследовательскую лабораторию, Лесаускис вместе с Юозасом Веброй предложили объединить её с университетом. Это сохранило уникальную лабораторию, большая часть её сотрудников в 1941 году избежала политических репрессий и перешла на работу на Технологический факультет Каунасского университета, который был создан в Научно-исследовательской лаборатории (нынешний Химический технологический факультет Каунасского технологического университета).
В 1940 году Лесаускиса пригласили читать лекции в Ленинградскую военную академию, но он выбрал технический факультет Каунасского университет. 4 января 1941 года ему было присвоено звание профессора. Тем не менее, в ночь на 2 января 1940 года Лесаускис был арестован сотрудниками НКВД и осуждён на 8 лет за умышленное вредительство при продаже оружия Испанской республике и отправлен в ГУЛАГ, где умер от истощения в результате голода. 28 апреля 1958 года он был посмертно реабилитирован Военной коллегией Верховного суда СССР.